# Зорлу център
Зорлу център (на турски: Zorlu Center) е многофункционален комплекс в район Бешикташ в Истанбул, Турция, включващ луксозен търговски център, петзвезден хотел Raffles и мегаплекс Cinemaximum, както и жилища и офиси. Той е дом на Zorlu PSM, най-големият център за сценични изкуства в страната, както и първият Apple Store в страната.
Построен през 2013 г. по проект на Emre Arolat Architects и Tabanlıoğlu Architects, центърът е разположен на кръстовището на европейската връзка на Босфорския мост с булевард „Барбарос“, който продължава на север като булевард „Бююкдере“ в Левент и Маслак.

## История
На публичен търг през 2007 г. Zorlu Real Estate, дъщерно дружество на Зорлу холдинг, представя най-високата оферта (800 милиона щатски долара) за закупуване на земята на кръстовището на O-1 - европейската връзка на Босфорския мост и булевард Бююкдере. Впоследствие е обявен „Конкурс за архитектура и градски дизайн на Зорлу център“ за предложения за концепция и дизайн. Над 100 фирми кандидатстват и 13 са избрани да участват в конкурса, като Tabanlıoğlu Architects и Emre Arolat Architects представят печелившото предложение. Визия в архитектурата: Проекти за Зорлу център в Истанбул (2012) от Сюха Йозкан документира конкурса за дизайн. Строителството на обекта е завършено през 2013 г.

## Архитектура
Центърът е структурна група с четири кули и пет функции, включително обществен площад, жилищна сграда, хотел и офис пространство. Твърди се, че дизайнът е „оформен от модерно разбиране на архитектурата“, базиран на концепцията за исторически градски площад, включващ „смели геометрични линии, които рамкират небето, както и големи пространства от зеленина“.

## Ритейл
В търговския център се намират над 200 магазина, 40 кафенета и ресторанти. В него има магазини на луксозни марки като Beymen, Atelier Rebul, Vakko, COS, Moncler, Bulgari, Pomellato, Louis Vuitton, Fendi, Lanvin, Dior, Miu Miu, Burberry, Tory Burch, Michael Kors и Valentino, както и първия в Турция Apple Store. Най-големият магазин на Beymen в центъра обхваща около 10 000 квадратни метра, пълни с „всеки модерен артикул, който можете да си представите, от конфекция до мода, козметика до аксесоари за дома, мъжко облекло до дамско облекло, аксесоари до книги и дизайнери, който не се предлага никъде другаде в града“. Atelier Rebul е собственост на Rebul, най-старата аптека в Истанбул, и е бутик, продаващ специално направени продукти за красота, включително лавандула, зелен чай или жасмин.
В Зорлу център също така има множество международни ресторанти и кафенета, включително Eataly, Jamie’s Italian и Tom’s Kitchen. В него се помещава и ресторант Morini, собственост на AltaMarea Group, сервиращ италианска и средиземноморска храна под ръководството на главния готвач Майкъл Уайт.

## Хотел
Raffles Istanbul Hotel and Spa отваря врати през септември 2014 г. В него се намират 3 ресторанта, 49 апартамента и 136 стаи за гости.

## Център за сценични изкуства Зорлу
Център за сценични изкуства Зорлу (на турски: Zorlu Performans Sanatları Merkezi, Zorlu PSM), най-големият център за сценични изкуства в града, е разработен от Nederlander Worldwide Entertainment. Разполага с театър със 770 места, както и с концертна зала с 2300 места.

## Галерия
- Покривът на Apple Store в Зорлу център
- Покривът на Apple Store в Зорлу център
- Вътрешен изглед
- Магазини Dolce & Gabbana и Burberry
- Магазин на Ramsey
- Магазин на NetWork
- Универсален магазин Беймен
- Изглед от булевард Барбарос